# Giro dei Paesi Baschi 1928
Il Giro dei Paesi Baschi 1928, quinta edizione della corsa, si svolse dall'1 al 5 agosto su un percorso di 763 km ripartiti in quattro tappe. La vittoria fu appannaggio del belga Maurice Dewaele, che completò il percorso in 27h18'41", precedendo il francese André Leducq e lo spagnolo Mariano Cañardo. 
I corridori che partirono da Bilbao furono 57 (gli iscritti erano 61), mentre coloro che tagliarono il traguardo di Gexto furono 36.

## Tappe
| Tappa  | Data     | Percorso                 | km  | Vincitore di tappa | Leader classifica generale |
| ------ | -------- | ------------------------ | --- | ------------------ | -------------------------- |
| 1ª     | 1 agosto | Bilbao > Vitoria         | 174 | Ricardo Montero    | Ricardo Montero            |
| 2ª     | 2 agosto | Vitoria > Pamplona       | 150 | Maurice Dewaele    | Maurice Dewaele            |
| 3ª     | 3 agosto | Pamplona > San Sebastián | 267 | André Leducq       | Maurice Dewaele            |
|        | 4 agosto | giorno di riposo         |     |                    |                            |
| 4ª     | 5 agosto | San Sebastián > Getxo    | 171 | Nicolas Frantz     | Maurice Dewaele            |
| Totale | Totale   | Totale                   | 762 |                    |                            |

## Classifica generale
| Pos. | Corridore            | Squadra        | Tempo      |
| ---- | -------------------- | -------------- | ---------- |
| 1    | Maurice Dewaele      | Alcyon-Dunlop  | 27h18'41"  |
| 2    | André Leducq         | Alcyon-Dunlop  | a 12'20"   |
| 3    | Mariano Cañardo      | Elvish         | a 12'32"   |
| 4    | Julien Vervaecke     | Armor          | a 20'00"   |
| 5    | Ricardo Montero      | Dilecta-Wolber | a 20'22"   |
| 6    | Nicolas Frantz       | Alcyon-Dunlop  | a 46'06"   |
| 7    | Aimé Deolet          | Automoto       | a 51'28"   |
| 8    | Segundo Barruetabeña | Morales        | a 1h00'52" |
| 9    | Valeriano Riera      | Elvish         | a 1h05'57" |
| 10   | Juan Mateu           | F.C.Barcellona | a 1h11'08" |